# Eastern (Oeganda)
Eastern is een regio van Oeganda.
Eastern telt 6.301.677 inwoners op een oppervlakte van 27.957 km². De hoofdstad van de regio is Jinja.
In het westen grenst Eastern aan de regio Central, in het noorden aan Northern, in het oosten aan Kenia en in het zuiden aan het Victoriameer en zo aan Tanzania.
De regio is onderverdeeld in 37 districten, 77 county's, 419 sub-county's, 2.326 gemeenten (parishes) en in de regio liggen 16.866 dorpen.

## Lijst van districten
- Amuria
- Budaka
- Bududa
- Bugiri
- Bugweri
- Bukedea
- Bukwa
- Bulambuli
- Busia
- Butaleja
- Butebo
- Buyende
- Iganga
- Jinja
- Kaberamaido
- Kalaki
- Kaliro
- Kamuli
- Kapchorwa
- Kapelebyong
- Katakwi
- Kibuku
- Kumi
- Kween
- Luuka
- Manafwa
- Mayuge
- Mbale
- Namayingo
- Namisindwa
- Namutumba
- Ngora
- Pallisa
- Serere
- Sironko
- Soroti
- Tororo